# پرچم ازواد
پرچم ازواد در ۶ آوریل ۱۹۱۲ پذیرفته شد.